# Max Charbit
Pour les articles homonymes, voir Charbit.
Max Nessim Charbit, né le 17 juin 1908 à Saint-Denis-du-Sig (Algérie française) et mort le 14 février 2001 à Manosque, est un footballeur international français évoluant au poste de milieu de terrain. 
Il a notamment remporté la Coupe de France de football 1934-1935 avec l'Olympique de Marseille.